# Gerolamo Vecciani
Gerolamo Vecciani (... – 1550) è stato un vescovo cattolico italiano, vescovo di Vulturara e Montecorvino dal 1542 al 1550.

## Biografia
Nominato vescovo di Vulturara e Montecorvino il 18 agosto 1542 da papa Paolo III, ricoprì l'incarico fino al 1550, quando si dimise. Morì quello stesso anno.